# Evy Gruyaert
Evy Alice Gruyaert (Meulebeke, 11 augustus 1979) is een Belgische radio- en televisiepresentatrice.

## Biografie
Evy Gruyaert studeerde af in Kortrijk in de opleiding Zakelijk vertalen en tolken. Ze begon haar mediacarrière bij een lokale televisiezender, en ging na een wedstrijd bij Radio Donna werken, eerst als nieuwslezeres, dan als vervangster en uiteindelijk als presentatrice van onder meer Donnamour (met Brecht Vanmeirhaeghe en Ann Reymen), Evy en de mannen en Get fresh (met Jan Bosman).
In 2001 brak ze ook op de Vlaamse openbare televisie door, eerst als hostess, later ook in de programma's Vlaanderen Vakantieland, Aan Tafel, Ticket en Vlaanderen Sportland. In oktober 2001 werd ze omroepster bij de zender één. Vanaf 2007 presenteerde ze er ook het programma De Rode Loper ter vervanging van Martine Prenen. Eind 2007 nam Katja Retsin de fakkel van haar over. In 2008 was Gruyaert te horen op Radio Donna in de voormiddag tussen 9 en 12 uur.
Sinds 2009 was ze te horen op zaterdag- en zondagochtend van 13 tot 15u op MNM. Sindsdien heeft ze haar presentatiewerk bij De Roder Loper ook weer opgenomen. Sinds eind 2009 heeft ze bij MNM geen eigen programma meer, omdat ze dit niet langer kon combineren met haar ander werk. Ze liet later optekenen dat ze zichzelf ook niet helemaal vond passen bij MNM.
In 2008 kwam er een boek uit van Gruyaert: "Het Dagboek Van Evy Gruyaert". Daar liet ze de lezer vier weken lang meekijken in haar drukke leventje en hoe ze probeert om gezond door het leven te gaan, wat niet altijd even gemakkelijk is. Samen met Lien Van de Kelder bracht ze het boek "Dans Mondial", naar hun dansreportages die op de één waren getoond.
Ze werd ook het gezicht en de stem van het sportinitiatief "Start to Run", een trainingsprogramma van Golazo, de Vlaamse Atletiekliga en Lannoo. Gruyaert leverde de stem voor de serie podcasts die een loopprogramma uitbouwen en als doel hebben de mensen in beweging te zetten. Met "Keep Running" kwam er een vervolgserie. De formule kreeg ook navolging en ze werd ook het gezicht van "Start to Bike", "Start to fitness", "Start to golf", "Start to swim", "Start to walk" en "Start to veggie". Evy Gruyaert probeert via de formules en het vertellen van haar verhaal tijdens lezingen anderen te motiveren om een gezonde levensstijl na te streven.
In maart 2009 werd ze verkozen tot "meest sexy radiofiguur". Op 27 november 2009 stelde Evy Gruyaert haar eerste juwelencollectie Malice in Wonderland voor. In 2010 verscheen het boek "Shoe Addict".
In 2012 presenteerde Gruyaert Zoo of love, een programma over mensen en hun favoriete bedreigde dieren. In het voorjaar van 2013 presenteerde ze Topstarter, een programma voor ondernemers.
Op 25 juli 2013 presenteerde Gruyaert voor het laatst voor de VRT, om hierna presentatrice te worden op VIER. Daar presenteert ze de liveshow De val van 1 miljoen en werkt ze mee aan andere programma's. In het najaar van 2014 presenteert ze er de interactieve quiz Weet Ik Veel met 300 studenten. In maart 2014 dook ze als uitdager nog op in een aflevering van Wauters vs. Waes op Eén en VTM.
In de eerste week van 2018 maakt ze opnieuw radio, op Nostalgie samen met haar goede vriend en radiopresentator Kevin De Geest. Vanaf 2019 krijgt ze een vast programma op zaterdag op die zender.
In 2018 begon ze met een vriendin met de webshop Les Elles, waar ze om gezondheidsredenen later dat jaar al uit stapte.
In de zomer van 2023 presenteerde ze drie weken op Joe.

## Radio
- Vlaanderen Sportland - Start to Run (2006 & 2009)
- Donna (2001-2008)
- MNM (2009-2010)
- Nostalgie (2018)
- Joe (2023)

## Televisiewerk

### Eén
- De Rode Loper (2007-2011) - als presentatrice
- Vlaanderen Vakantieland - als verslaggeefster
- De Thuisploeg (2007) - als presentatrice
- De Provincieshow (2007) - als provinciekapitein
- F.C. De Kampioenen (2007) - gastrol als zichzelf
- I love musical (2011) - als presentatrice
- Zoo of love (2012) - als presentatrice
- Topstarter (2013) - als presentatrice

### VIER - Play4
- Netstem
- De val van 1 miljoen (2013) - als presentatrice
- Weet Ik Veel (2014) - als presentatrice
- Hoeveel ben je waard? (2015) - als presentatrice
- Stukken Van Mensen (2016-heden) - als presentatrice
- Leeuwenkuil (2018) - als presentatrice
- Dancing with the Stars (2019) - als deelneemster

## Privé
Evy Gruyaert heeft twee kinderen en woont in Astene, deelgemeente van Deinze.